# فرودگاه آرکولا
فرودگاه آرکولا (به انگلیسی: Arcola Airport) یک فرودگاه همگانی است که یک باند فرود چمن دارد و طول باند آن ۶۸۲ متر است. این فرودگاه در کشور کانادا قرار دارد و در ارتفاع ۶۰۵ متری از سطح دریا واقع شده‌است.